# Tacy Macalos
Tacy Macalos est un boxeur philippin né le 28 octobre 1965 à Padre Burgos.

## Carrière
Passé professionnel en 1984, il devient champion des Philippines des poids mi-mouches en 1986 puis échoue lors d'un championnat du monde IBF face au sud-coréen Choi Jum-hwan. Il prend sa revanche le 4 novembre 1988 mais perd lors de sa première défense de titre le 2 mai 1989 contre Muangchai Kittikasem. Macalos perd également leur second combat et met un terme à sa carrière de boxeur en 1994 sur un bilan de 29 victoires, 12 défaites et 3 matchs nuls.

## Référence
1. ↑  (en) Choi Jum-hwan vs. Tacy Macalos (boxrec.com)